# ウロングウェ
ウロングウェ（Ulongué）は、モザンビークのテテ州のアンゴニアDistrict（県）の中心の町である。
Vila Ulongué（ビラ・ウロングウェ）と表記されている地図があるが、現在の正式な町の名前は、Ulongué（ウロングウェ）のようである。
中等学校、教員養成学校（the Instituto de Magistério Primário de Angónia）、モザンビーク葉たばこ会社、などがある。